# Jakob Finci

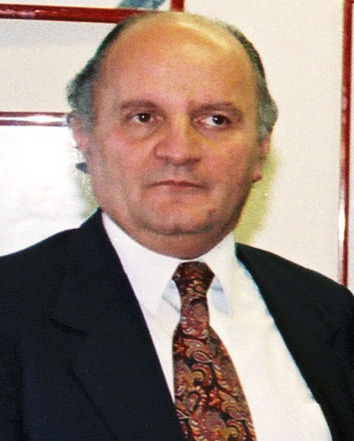
Jakob Finci (1998)

Jakob Finci (* 1. Oktober 1943 im Konzentrationslager auf der Insel Rab) ist ein bosnischer Jurist, Präsident der Jüdischen Gemeinschaft von Bosnien und Herzegowina und ehemaliger Botschafter von Bosnien und Herzegowina in der Schweiz.

## Leben
Finci wurde kurz nach der Selbstbefreiung durch die Gefangenen auf dem Gelände des Konzentrationslagers auf der Insel Rab in eine Familie sephardischer Juden geboren. Nach dem Besuch des Gymnasiums studierte er Rechtswissenschaften in Jugoslawien an der Universität Sarajevo und arbeitet seit 1966 als auf internationales Handelsrecht spezialisierter Jurist. Für das damals jugoslawische Unternehmen Energoinvest war er als Firmenanwalt in Bosnien und Herzegowina, Äthiopien und Kenia tätig.
In Sarajevo war er zwischen 1983 und 1990 Direktor der für die Olympischen Winterspiele 1984 erstellten Bobbahn auf dem Trebević. Auch ließ er sich zum internationalen Wettkampfrichter für den Bobsport ausbilden. Von 1988 bis 1990 arbeitete er als Tutor an der Universität der Vereinten Nationen.
Während des Bosnienkriegs und  der Belagerung von Sarajevo versuchte er mit der von ihm 1991 gegründeten philanthropischen, jüdischen Organisation La Benevolencija Aufgaben des Roten Kreuzes und des Roten Halbmondes zu übernehmen und erreichte es, dass während der kriegerischen Auseinandersetzungen monatlich zwei Lastwagen von der kroatischen Küstenstadt Split ins belagerte Sarajevo – je einer mit Lebensmitteln und Medikamenten – durchgelassen wurden und dass 2.500 Menschen aller Volksgruppen die belagerte Stadt verlassen konnten. Seine Frau entschied sich zu dieser Zeit ihn bei seiner Arbeit zu unterstützen und floh nicht aus der Stadt, jedoch schickten Jakob und seine Frau ihren damals dreizehnjährigen Sohn nach Israel zu seinem älteren Bruder.
1995 wurde er Vorsitzender der Juden in Bosnien. 1997 war er Mitbegründer des Interreligiösen Rats von Bosnien und Herzegowina und ist der derzeit amtierende Präsident. Ab 2001 lehrte er interdisziplinäre Aufbaustudien an der Universität Sarajevo. und wurde im Jahr 2008 als Botschafter Bosnien und Herzegowinas in der Schweiz akkreditiert. Finci wurde mit dem deutschen Bundesverdienstkreuz sowie dem französischen Verdienstorden der Ehrenlegion ausgezeichnet. Stellvertretend für La Benevolencija erhielt er in Deutschland 1995 die Carl-von-Ossietzky-Medaille.

### Klage beim Europäischen Gerichtshof für Menschenrechte
Gemeinsam mit dem Romavertreter Dervo Sejdić legte Finci beim Europäischen Gerichtshof für Menschenrechte Klage gegen die bosnische Verfassung ein, da diese gegen die Europäische Menschenrechtskonvention verstoße, weil sie Roma und Juden sowie Kinder aus „Mischehen“ vom passiven Wahlrecht für die Zweite Kammer des bosnischen Parlaments (Dom naroda Bosne i Hercegovine) und für das kollektive Präsidentenamt ausschließe, da hierfür nur ethnische Bosniaken, Serben und Kroaten zugelassen seien. Im September 2009 wurde der Klage zwar stattgegeben, und das Abgeordnetenhaus von Bosnien und Herzegowina und die anderen bosnischen Verfassungsorgane wären in der Pflicht, die Bestimmungen diskriminierungsfrei zu gestalten, jedoch sind die Behörden dieser Verpflichtung bisher nicht nachgekommen.

## Schriften
- The Sarajevo Haggadah.  Sarajevo, 1999